# Encarsia bangalorensis
Encarsia bangalorensis är en stekelart som beskrevs av Hayat 1989. Encarsia bangalorensis ingår i släktet Encarsia och familjen växtlussteklar. Inga underarter finns listade i Catalogue of Life.